# اخبار مصور پلیس

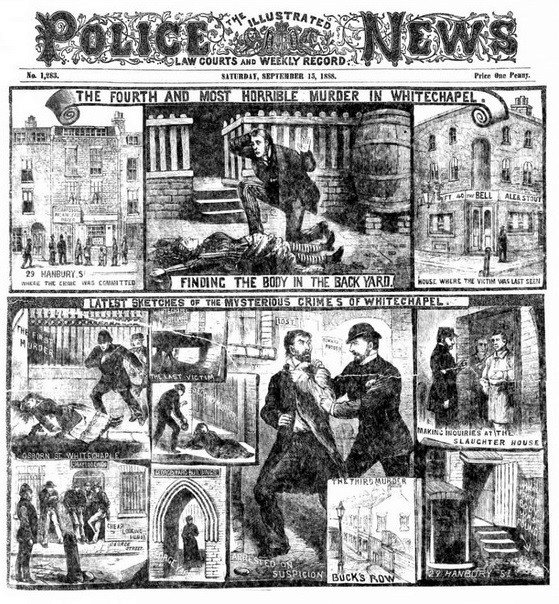
اخبار مصور پلیس در نسخه ۱۵ سپتامبر ۱۸۸۸ کشف جسد آنی چپمن دومین قربانی جک قاتل را به تصویر می‌کشد.

اخبار مصور پلیس (انگلیسی: The Illustrated Police News) یک روزنامه هفتگی مصور و یکی از نخستین روزنامه‌های نیم‌قطع بریتانیا بود که گزارش‌ها و تصاویر هیجان‌انگیز و ملودرام از قتل‌ها و اعدام‌ها را منتشر می‌کرد و بازماندهٔ مستقیم برگه‌های اعدام قرن هجدهم محسوب می‌شد.
این روزنامه نخستین بار در ۱۸۶۴ منتشر شد و الهام‌گرفته از اخبار مصور لندن بود که از سال ۱۸۴۲ منتشر می‌شد و ثابت کرد روزنامه‌های مصور از فروش بالایی برخوردارند. استانداردهای تصویرسازی و لحن این روزنامه یادآور نشریه قبلی، گاهنامهٔ نیوگیت و همچنین مجموعهٔ معروف «پنی مخوف» بود. این روزنامه در جریان قتل‌های جک قاتل در سال ۱۸۸۸، به خاطر لحن و برخورد احساساتی‌اش با آن واقعه شهرت یافت.
اخبار مصور پلیس در اواخر قرن بیستم، مقالات متعددی را در مورد «مسئله مهاجرت بیگانگان» منتشر کرد که نگرش‌های بیگانه‌هراسی و بدگمانی را در میان خوانندگانش که عمدتاً از طبقه کارگر بودند، ترویج داد. انتشار این روزنامه از سال ۱۹۳۸ متوقف شد.

## در فرهنگ عامه
در فیلم شرلوک هولمز: بازی سایه‌ها محصول ۲۰۱۱ صحنه‌هایی وجود دارد که در آن شخصیت‌های فیلم در حال خواندن نسخه‌هایی از اخبار پلیس مصور هستند.